# Nowoprieobrażenka (obwód nowosybirski)
Nowoprieobrażenka (ros. Новопреображенка) – osiedle w Rosji, w obwodzie nowosybirskim, w rejonie czanowskim. W 2010 liczyło 423 mieszkańców.